# 가족주기
가족주기(Family life cycle)는 가족이 생성되어 소멸되기까지의 주기를 말한다.

## 개요
부부와 미혼의 자녀로 이루어지는 핵가족을 모델로 삼아 생각하는 경우, 그것은 결혼에 의해 성립되며 신혼기·육아기를 거쳐 성인이 된 자녀가 결혼함으로써 다시 중·노년의 부부 두 사람이 된다. 배우자의 죽음, 그리고 본인의 죽음에 의해 이 가족은 소멸된다. 그러나 여기서 태어난 자녀는 결혼을 통해 양친과 같은 핵가족을 재생한다. 즉, 하나의 핵가족은 모델적으로 보아 일정한 단계(형성→ 증대 → 감소 → 소멸)를 거치며, 그것에 겹쳐지는 형태로 다음 세대가 새로운 단계를 좇는다.
핵가족을 모델로 한 발달단계로서 신혼기, 첫 자녀를 기준으로 한 유유아기(乳幼兒期), 학동기, 청년기, 맏이의 결혼 분가, 막내의 결혼 분가, 남편의 퇴직, 노부부만의 생활 등 연구자에 따라 다소의 차이는 있으나 대략 이처럼 '인생의 단락'이 이루어진다. 이러한 가족주기에 주목함으로써 가족성원수, 가족내의 역할, 주택의 크기, 소득과 소비, 가족이 당면하는 문제 등의 움직임을 파악할 수 있다. 최근 [이혼]의 증가 등에 따르는 가족형태의 다양화에 따라 이와 같은 발전단계가 반드시 들어맞지 않는 경우도 나타나게 되었다.
1980년대 Cater와 McGoldrick의 경우 현대사회의 새로운 동향이 반영되어 아직 결혼하지 않은 자녀가 원가족으로부터 분리되어 결혼하기 전까지의 기간을 가족의 시작으로 보아야한다고 주장하여 6단계로 구분하였다.

## 제1기 가정 형성기
이 시기에는 새로운 가족간의 생활 적응, 부부 생활의 기초를 구축해야 한다. 또 부부가 공동으로 가정 생활의 목표 및 장기 계획을 세워야 한다. 자녀는 몇 명 두고 교육은 어떻게 할 것인지, 주택이나 경제 문제는 어떻게 할 것인지 등에 대한 계획을 수립한다. 가정 생활을 해 나가는 데에도 과학적이고 능률적인 방법을 모색하여 실천하며 가사를 분담하고 적극적으로 협조하는 분위기를 조성함으로써 민주적인 생활 태도를 형성한다.경제적으로는 수입에 비하여 지출이 비교적 적은 시기이므로, 주택 마련이나 자녀 교육기 등의 지출이 큰 시기에 대비해서 저축을 해야 한다. 또한 출산을 위한 준비도 해야 한다.

## 제2기 자녀 양육기
이 시기는 첫아기 출생부터 초등학교 입학 전까지의 기간을 가리킨다. 자녀의 출산으로 인하여 세탁, 육아 등 가사 노동이 급증하므로, 가정 관리자에게는 신체적으로 가장 힘들고 시간과 노력 소모가 큰 때이다. 따라서 능률적이고 과학적인 시설과 설비로 가사 노동을 간소화시켜야 할 뿐만 아니라, 남편과 가족원의 협조가 필요하다. 또 자녀로 인하여 새로운 가정 분위기 및 가족 관계가 형성되므로 이에 대한 적응도 요구된다. 아동의 성격이 대부분 이 시기에 형성되므로 충분한 사랑과 배려로 자녀의 정서와 성격 발달을 돕고, 일관성 있는 양육 태도를 가져야 한다.경제적으로는 자녀의 교육을 위해 계속 저축에 힘쓰는 것이 필요하다. 탄생에서 2세까지의 신생아, 영아기에는 기초적 신체가 발달하고, 생활 습관의 기반이 형성된다. 2세-6세까지의 유아기에는 충분한 수면과 적절한 놀이활동을 통하여 신체 건강을 유지하여야 한다. 또 발달 단계에 맞는 운동 능력을 획득하고 가족원으로서 책임감을 느낄 수 있도록 해야 한다. 더 나아가 타인에 대한 이해 발달과 의사 소통의 방법을 가르친다.

## 제3기 자녀 교육기
맏이가 초등학교 입학 후 막내의 대학 졸업까지의 기간이다. 이때 필요한 부모의 역할은 자녀 교육관 확립, 모범이 되는 부모의 위치 유지, 자녀의 건강, 교육적 요구의 관심이다. 따라서 안정된 분위기 조성, 자녀의 희망과 그에 따른 준비와 지도, 지출 격증에 대한 대책으로 부업 등 수입 증가책 강구, 주택 확장, 자녀의 독립에 대한 뒷받침, 노부모 부양 및 간호 등이 필요하다.

### 초등 교육기
첫 자녀가 초등학교에 다니는 시기로서 가정 생활도 어느 정도 안정되고 가구나 기타 내구 소비재 등 물자의 축적이 이루어지는 때이다. 자녀의 교우 관계나 학업 면에 세밀한 관심과 주의를 필요로 하며, 자녀가 처음 가정을 벗어나 학교에서 생활하게 되므로 안정된 소속감을 가질 수 있도록 도와 주어야 한다. 특히, 이때는 자녀가 새로운 것을 열심히 배우고 실행함으로써 성취감을 느끼므로 여러 가지 다양한 것들을 경험할 수 있도록 학습과 경험의 범위를 확대시켜 주어야 한다. 그 밖에 가족 구성원으로서의 역할 수행, 감정과 충동을 억제하고 상황을 조정할 수 있는 내적 통제력을 함양할 수 있도록 도와 준다.

### 중등 교육기
첫 자녀가 중·고등학교에 다니는 시기로서 14-26세까지를 말한다. 자아 정체감이 형성되고 사회적 역할을 획득한다. 또 가치관을 확립하고 적성에 맞는 진로 선택이 필요한 때이다. 자녀가 사춘기를 잘 보낼 수 있도록 교우·독서·기타 취미 생활 지도에 힘써야 한다. 가족 구성원은 서로 돕고 지혜롭게 인내하면서 이 시기의 과업을 성공적으로 수행할 수 있도록 가정 자원을 잘 관리해야 한다. 이 시기에는 부모의 소득이 증가하나 자녀의 교육비 등 지출도 커지므로 지출 계획을 잘 세워야 하고, 자녀가 용돈을 스스로 계획해서 쓸 수 있도록 소비 생활 지도에도 유의한다.

### 대학 교육기
첫 자녀가 대학에 재학 중이거나 그 이상의 학교에 다니는 시기로, 고등학교 졸업 후 직업을 가지는 경우에는 이 시기가 생략된다. 부모의 가장 큰 책임은 자녀의 대학 교육에 대한 경제적인 뒷받침과 장래의 직업 선택을 도와 주는 일이다. 또한 결혼을 앞둔 자녀의 이성 교제 및 직업 선택에 대한 이해가 필요하다. 즉 건전한 결혼관 확립 및 배우자 선택, 적절한 직업 선택, 인생의 목표 확립, 경제적·정신적 자립을 할 수 있도록 도와 준다. 자녀의 대학 교육비 등으로 인하여 가족생활 주기 중 지출이 가장 큰 시기이므로 지출 계획 등 경제적인 대책이 중요하며, 특히 자녀의 결혼과 분가에 대비한 경제적인 준비도 필요하다.

## 제4기 자녀 독립기
첫 자녀가 군입대나 취업·결혼 등으로 가정을 떠날 때부터 마지막 자녀가 독립하게 될 때까지의 기간을 말한다. 자녀가 새로운 생활로 인해 불안감을 가지기 쉬우므로 정신적 마찰이 생기지 않도록 양보와 이해가 필요하다. 이 시기에도 경제적인 지출이 크며, 특히 자녀를 결혼시킬 때 특별 지출이 있게 되므로 이에 대한 계획과 준비가 필요하다. 자녀가 독립하므로 생활 규모를 축소시키고 건강을 위한 운동과 영양 관리에 유의하고, 여가 시간을 적절하게 활용하며, 자녀 독립에 대한 심리적인 준비를 한다. 정년퇴직에 대한 준비를 하고 노후 생활을 준비한다.

## 제5기 노후기
마지막 자녀가 독립하여 가정을 떠나거나 결혼한 자녀와 동거하는 시기이다. 자녀수가 적어지고 평균 수명이 길어짐에 따라 이 시기가 점차 길어지고 있다. 이 시기는 직업에서 은퇴하는 시기로서, 은퇴에 대한 마음의 준비와 경제적인 준비를 해 두어야 한다. 또 신체 기능의 쇠퇴나 가정 또는 사회에서의 위치 상실·고독·소외감, 또는 죽음에 대한 두려움 등의 심리적 변화에 잘 적응하여야 한다. 이에 대한 대책으로 부부의 상호 의지, 적절한 여가 선용, 신체적·정신적 건강 관리, 배우자와의 사별에 대한 각오와 대비, 수입 감소에 대한 대책, 사회적 역할의 재조정, 자녀와의 관계 재조정, 조부모 역할 수행, 사후 재산 관리의 강구 등이 요구된다.